# Glissandrida
Glissandrida – rząd protistów z królestwa Crumalia. W momencie opisania (2025) takson monotypowy, obejmujący jedynie rodzinę Glissandridae, zawierającą jedynie rodzaj Glissandra.
Jednokomórkowce z dwiema wiciami ustawionymi naprzeciwko siebie. Wici służą do ruchu ślizgowego, podczas którego porusza się tylko końcówka przedniej wici. Po stronie brzusznej wgłębienie z otworem. Pod błoną komórkową jednowarstwowa pelikula z przerwami na wić i umożliwiającymi pobieranie pokarmu. Grzebienie mitochondriów nieregularne i płaskie. Cudzożywne.
Gatunkiem typowym jest Glissandra innuerende opisana przez Davida Pattersona i Alastaira Simpsona w 1996 roku. Ich diagnozę rodzaju zaktualizował zespół Eukiego Yazakiego podczas opisu gatunku Glissandra oviformis. W tym czasie znany był jeszcze gatunek Glissandra similis.
Pozycja systematyczna rodzaju Glissandra nie jest jasna. W systemie AlgaeBase w 2025 roku przedstawiała się następująco: cesarstwo Eukaryota, królestwo Protozoa, infrakrólestwo Excavata, typ Loukozoa, podtyp Metamonada, infratyp Trichozoa, nadgromada Parabasalia, gromada Cristamonadea, podgromada Cristomonadia, rząd Cristamonadida, nieznana rodzina.
W wieloautorskim systemie pod kierunkiem  Siny Adla z 2018 roku rodzaj Glissandra umieszczono jako osobną linię w kladzie CRuMs. Stanowisko to podtrzymał zespół Yazakiego, tworząc monotypową rodzinę i rząd: Glissandridae i Glissandrida.